# Matheus Dória
Matheus Dória Macedo, noto semplicemente come Matheus Dória (São Gonçalo, 8 novembre 1994), è un calciatore brasiliano, difensore dell'Atlas.

## Caratteristiche tecniche
Grande fisicità, ottimo lo stacco ed il colpo di testa, bravo con la palla tra i piedi e nell'avanzare con essa. Difensore centrale molto forte fisicamente, bravo a leggere l'azione in anticipo e a contrastare in maniera efficace gli avversari.

## Carriera

### Club
Inizia a tirare i primi calci ad un pallone, militando per una squadra di calcio, nel 2004 quando viene acquistato dal Botafogo dove, in otto anni, milita in tutte le divisioni giovanili prima di approdare in prima squadra. Debutta con la maglia dei Fogão il 27 maggio 2012, in occasione del match di campionato contro il Coritiba, giocando tutti i 90 minuti e rimediando anche la sua prima ammonizione in carriera. Firma la sua prima rete in carriera, da calciatore professionista, durante la partita di Série A giocata il 27 ottobre a Rio de Janeiro, contro l'Atlético Goianiense.
Nel 2014 firma per l'Olympique Marsiglia ma non viene considerato dall'allenatore Marcelo Bielsa e non debutta mai in prima squadra, il 6 febbraio 2015 passa in prestito con diritto di riscatto al São Paulo. Segna 2 gol in 9 partite prima di tornare in Francia, successivamente va nuovamente in prestito al Granada in Spagna dove ottiene 8 presenze.
Tornato nell'estate 2016 al Marsiglia, ne diviene un titolare soprattutto con l'arrivo di Rudi Garcia.

### Nazionale
Dória fa il suo debutto in nazionale il 6 aprile 2013, entrando all'87' nella vittoria per 4-0 sulla Bolivia.
Nel giugno 2013, viene chiamato dalla nazionale brasiliana Under-20 come capitano della squadra che vince il Torneo di Tolone 2013.

## Statistiche

### Presenze e reti nei club
Statistiche aggiornate al 27 gennaio 2018.
| Stagione            | Squadra             | Campionato          | Campionato | Campionato | Coppe nazionali | Coppe nazionali | Coppe nazionali | Coppe continentali | Coppe continentali | Coppe continentali | Altre coppe | Altre coppe | Altre coppe | Totale | Totale |
| Stagione            | Squadra             | Comp                | Pres       | Reti       | Comp            | Pres            | Reti            | Comp               | Pres               | Reti               | Comp        | Pres        | Reti        | Pres   | Reti   |
| ------------------- | ------------------- | ------------------- | ---------- | ---------- | --------------- | --------------- | --------------- | ------------------ | ------------------ | ------------------ | ----------- | ----------- | ----------- | ------ | ------ |
| 2012                | Botafogo            | A+CC                | 20+0       | 1+0        | CB              | 0               | 0               | CS                 | 0                  | 0                  | -           | -           | -           | 20     | 1      |
| 2013                | Botafogo            | A+CC                | 30+11      | 1+2        | CB              | 8               | 1               | -                  | -                  | -                  | -           | -           | -           | 49     | 4      |
| 2014                | Botafogo            | A+CC                | 10+6       | 0          | CB              | 0               | 0               | CL                 | 8                  | 0                  | -           | -           | -           | 24     | 0      |
| Totale Botafogo     | Totale Botafogo     | Totale Botafogo     | 77         | 4          |                 | 8               | 1               |                    | 8                  | 0                  |             | -           | -           | 93     | 5      |
| 2014-gen. 2015      | O. Marsiglia        | L1                  | 0          | 0          | CF+CdL          | 0               | 0               | -                  | -                  | -                  | -           | -           | -           | 0      | 0      |
| feb.-giu. 2015      | São Paulo           | A+CP                | 9+5        | 1+1        | CB              | -               | -               | CL                 | 4                  | 0                  | -           | -           | -           | 18     | 2      |
| 2015-2016           | Granada             | PD                  | 8          | 0          | CR              | 2               | 0               | -                  | -                  | -                  | -           | -           | -           | 10     | 0      |
| 2016-2017           | O. Marsiglia        | L1                  | 23         | 1          | CF+CdL          | 3+2             | 1+0             | -                  | -                  | -                  | -           | -           | -           | 28     | 2      |
| 2017-gen. 2018      | O. Marsiglia        | L1                  | 3          | 0          | CF+CdL          | 0               | 0               | UEL                | 2                  | 0                  | -           | -           | -           | 5      | 0      |
| Totale O. Marsiglia | Totale O. Marsiglia | Totale O. Marsiglia | 26         | 1          |                 | 5               | 1               |                    | 2                  | 0                  |             | -           | -           | 33     | 2      |
| gen.-giu. 2018      | Yeni Malatyaspor    | SL                  | 0          | 0          | TK              | 0               | 0               | -                  | -                  | -                  | -           | -           | -           | 0      | 0      |
| Totale carriera     | Totale carriera     | Totale carriera     | 125        | 7          |                 | 15              | 2               |                    | 14                 | 0                  |             | -           | -           | 154    | 9      |

### Cronologia presenze e reti in Nazionale
| Cronologia completa delle presenze e delle reti in nazionale ― Brasile | Cronologia completa delle presenze e delle reti in nazionale ― Brasile | Cronologia completa delle presenze e delle reti in nazionale ― Brasile | Cronologia completa delle presenze e delle reti in nazionale ― Brasile | Cronologia completa delle presenze e delle reti in nazionale ― Brasile | Cronologia completa delle presenze e delle reti in nazionale ― Brasile | Cronologia completa delle presenze e delle reti in nazionale ― Brasile | Cronologia completa delle presenze e delle reti in nazionale ― Brasile |
| Data                                                                   | Città                                                                  | In casa                                                                | Risultato                                                              | Ospiti                                                                 | Competizione                                                           | Reti                                                                   | Note                                                                   |
| ---------------------------------------------------------------------- | ---------------------------------------------------------------------- | ---------------------------------------------------------------------- | ---------------------------------------------------------------------- | ---------------------------------------------------------------------- | ---------------------------------------------------------------------- | ---------------------------------------------------------------------- | ---------------------------------------------------------------------- |
| 6-4-2013                                                               | Santa Cruz                                                             | Bolivia                                                                | 0 – 4                                                                  | Brasile                                                                | Amichevole                                                             | -                                                                      | 87’                                                                    |
| Totale                                                                 |                                                                        | Presenze                                                               | 1                                                                      |                                                                        | Reti                                                                   | 0                                                                      |                                                                        |

| Cronologia completa delle presenze e delle reti in nazionale ― Brasile under 20 | Cronologia completa delle presenze e delle reti in nazionale ― Brasile under 20 | Cronologia completa delle presenze e delle reti in nazionale ― Brasile under 20 | Cronologia completa delle presenze e delle reti in nazionale ― Brasile under 20 | Cronologia completa delle presenze e delle reti in nazionale ― Brasile under 20 | Cronologia completa delle presenze e delle reti in nazionale ― Brasile under 20 | Cronologia completa delle presenze e delle reti in nazionale ― Brasile under 20 | Cronologia completa delle presenze e delle reti in nazionale ― Brasile under 20 |
| Data                                                                            | Città                                                                           | In casa                                                                         | Risultato                                                                       | Ospiti                                                                          | Competizione                                                                    | Reti                                                                            | Note                                                                            |
| ------------------------------------------------------------------------------- | ------------------------------------------------------------------------------- | ------------------------------------------------------------------------------- | ------------------------------------------------------------------------------- | ------------------------------------------------------------------------------- | ------------------------------------------------------------------------------- | ------------------------------------------------------------------------------- | ------------------------------------------------------------------------------- |
| 10-1-2013                                                                       | San Juan                                                                        | Brasile under 20                                                                | 1 – 1                                                                           | Ecuador under 20                                                                | Sudamericano Under-20 2013 - 1º turno                                           | -                                                                               |                                                                                 |
| 12-1-2013                                                                       | San Juan                                                                        | Brasile under 20                                                                | 2 – 3                                                                           | Uruguay under 20                                                                | Sudamericano Under-20 2013 - 1º turno                                           | -                                                                               |                                                                                 |
| 16-1-2013                                                                       | San Juan                                                                        | Brasile under 20                                                                | 1 – 0                                                                           | Venezuela under 20                                                              | Sudamericano Under-20 2013 - 1º turno                                           | -                                                                               |                                                                                 |
| 18-1-2013                                                                       | San Juan                                                                        | Brasile under 20                                                                | 0 – 2                                                                           | Perù under 20                                                                   | Sudamericano Under-20 2013 - 1º turno                                           | -                                                                               | 80’                                                                             |
| Totale                                                                          |                                                                                 | Presenze                                                                        | 4                                                                               |                                                                                 | Reti                                                                            | 0                                                                               |                                                                                 |